# Sinophorus amplificatus
Sinophorus amplificatus är en stekelart som beskrevs av Sanborne 1986. Sinophorus amplificatus ingår i släktet Sinophorus och familjen brokparasitsteklar. Inga underarter finns listade i Catalogue of Life.